# Thinobius sonomae
Thinobius sonomae är en skalbaggsart som beskrevs av Thomas Casey 1889. Thinobius sonomae ingår i släktet Thinobius och familjen kortvingar. Inga underarter finns listade i Catalogue of Life.